# Santa Lucia (Cava de' Tirreni)
Santa Lucia is een plaats (frazione) in de Italiaanse gemeente Cava de' Tirreni.